# Тијана Кондић
Тијана Кондић (Београд, 26. мај 1984) српска је глумица и списатељица. Најпознатија је по главној улози у филму Наташа. Написала је романе Трагови живота и Бука.
Завршила је Пету београдску гимназију. Три пута је покушала да упише Факултет драмских уметности, али ниједном није примљена. Дипломирала је и завршила мастер степен на Филолошком факултету у Београду, на катедри за светску књижевност. Водила је ТВ емисију Степениште, која се емитовала на РТС-у.

## Филмографија
| Год.   | Назив                            | Улога         | Напомена         |
| ------ | -------------------------------- | ------------- | ---------------- |
| 2000-е |                                  |               |                  |
| 2001.  | Наташа                           | Наташа        |                  |
| 2001.  | Бумеранг                         | Славица       |                  |
| 2003.  | Ледина                           | девојка       |                  |
| 2009.  | Туга                             | бабица        | кратки филм      |
| 2010-е |                                  |               |                  |
| 2016.  | Име: Добрица, презиме: непознато | проститутка 1 |                  |
| 2018.  | Систем                           | Невена        |                  |
| 2020-е |                                  |               |                  |
| 2021.  | Три мушкарца и тетка             | Јованка       | ТВ серија, 1 еп. |

## Књиге
- Трагови живота (2018)[3][4]
- Бука (2022)[5]

## Награде
Тијана Кондић је за главну улогу у филму Наташа освојила следеће награде:
- Златна арена за најбољу главну женску улогу на Филмском фестивалу у Пули[6][7]
- Статуета слободе за најбољу женску улогу на 30. Филмском фестивалу у Сопоту[8][9]
- Златна мимоза на Филмском фестивалу у Херцег Новом[10]
- Најбољи натуршчик — 36. Филмски сусрети у Нишу[11]